# Харисбург (Охајо)
Харисбург (енгл. Harrisburg) град је у америчкој савезној држави Охајо.

## Демографија
По попису из 2010. године број становника је 320, што је 12 (-3,6%) становника мање него 2000. године.
| Група             | 2000.       | 2010.       |
| Белци             | 319 (96,1%) | 310 (96,9%) |
| Афроамериканци    | 1 (0,3%)    | 2 (0,6%)    |
| Азијати           | 1 (0,3%)    | 2 (0,6%)    |
| Хиспаноамериканци | 2 (0,6%)    | 1 (0,3%)    |
| Укупно            | 332         | 320         |